# Louis e Bebe Barron
Louis (23 de abril de 1920, Minneapolis – 1 de novembro 1989, Los Angeles) e Bebe Barron (16 de junho de 1925, Minneapolis – 20 de abril de 2008, Los Angeles) foram dois americanos pioneiros no campo da música eletrônica. Eles são conhecidos por escrever a primeira música eletrônica para fita magnética e a primeira trilha sonora inteiramente eletrônica para o filme da MGM O planeta proibido de 1956.